# Trophis chiapensis
Trophis chiapensis är en mullbärsväxtart som beskrevs av T. S. Brandegee. Trophis chiapensis ingår i släktet Trophis och familjen mullbärsväxter. Inga underarter finns listade i Catalogue of Life.